# محمية ملا ملا للحياة البرية
محمية ملا ملا للحياة البرية (بالإنجليزية: Mala Mala Game Reserve) هي محميةُ صيد، تقع ضمن محمية سابي ساند للحياة البرية، في إقليم مبومالانجا، جنوب إفريقيا. تُعد أكبر وأقدم محمية خاصة للحيوانات الخمسة الكبار، وتغطي مساحة تقدر بحوالي 130 كيلومترًا مربعًا.

## الحياة البرية
تحتضن محمية ملا ملا للحياة البرية الحيوانات الخمسة الكبار في إفريقيا؛ الأسد، والفيل، ووحيد القرن، والجاموس والفهد. أيضًا، كانت موطنًا للفهد الشهير تشولولو (بالإنجليزية: Tjololo)، والفهد الصياد، والضبع المرقط، والنو الأزرق، وحمار الزرد السهلي، وفرس النهر، والزرافة الجنوب إفريقية، والإمبالة، والمرامري الأكبر، وظبي سموري والكلب البري الإفريقي.